# I Ribelli

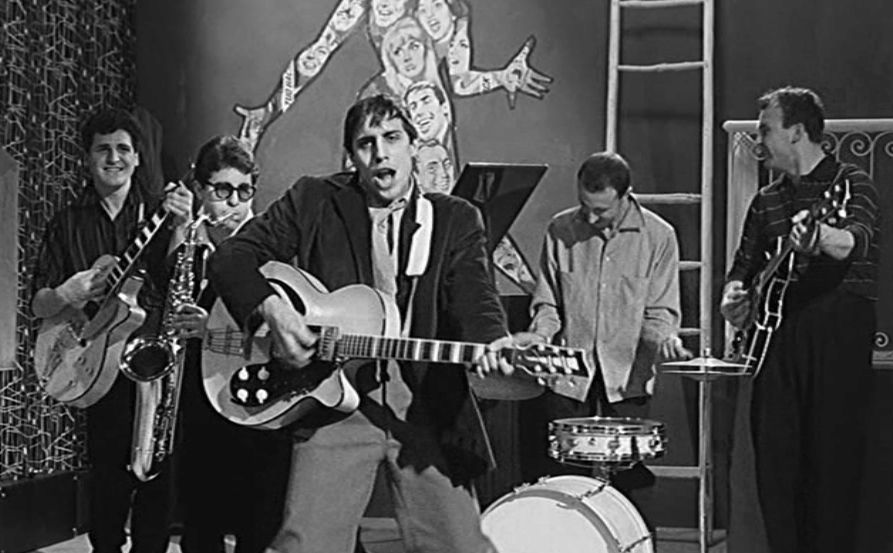
Адріано Челентано виступає з гуртом «I Ribelli», 1961 рік

I Ribelli (укр. Бунтівники) — італійський рок-гурт, створений у 1959 році співаком та актором Адріано Челентано для забезпечення своїх виступів. Потім гурт продовжив свою кар'єру самостійно.

## Історія

### Перший склад
Після розпуску у 1959 році свого рок-гурту «Rock Boys», Адріано Челентано почав створювати новий рок-гурт для забезпечення своїх виступів, для цього він найняв: молодого барабанщика з Мантуї, Джанні Далл'Альо (на прізвисько «Кокаїн» («Cocaina»)), який грав до цього в гурті «Original Quartet» (Челентано чув, як він грає в клубі), клавішника Нандо де Луку на клавішних, гітариста — свого племінника Джино Сантерколе (грав до цього в гурті «I Califfi» Клема Сакко), бас-гітариста «Джанніно» (Діно Паскуадібішельє) і другого гітариста Джорджо Бенаккіо (на записах того часу, інодійого прізвище вказувалося, як Беннаккіо). Назвою гурту «I Ribelli», послужила однойменна пісня Челентано, випущена декількома місяцями раніше (в перші роки існування гурт мав назву «I Ribelli di Adriano Celentano»).
Окрім Джанні Далл'Альо, до входження до гурту «I Ribelli», в гурті «Original Quartet» грали Джорджо Бенаккіо і Діно Паскуадібішельє. Дебют гурту «I Ribelli» відбувся в середині вересня 1959 року, на фестивалі «Dell'Avanti!» в парку «Ravizza» в Мілані, де ним був виконаний новий сингл «Teddy girl» (текст якого написав Лучано Беретта): публіка схвально оцінила нових музикантів, особливо хлопчика-барабанщика (Майкл Шрів, якому тоді було 10 років). Коли Челентано пішов служити в армії, «I Ribelli» стали гуртом супроводу виступів Клема Сакко.

### Перші записи
Дебют «I Ribelli» у студії звукозапису відбувся лише в 1960 році, під час запису платівки молодого рок-співака Рікі Санни (який у 1962 році візьме сценічне ім'я Рікі Джанко): дві записані пісні мали назви «Ribelli in blues» та «La camicia blu», їх випустив лейбл «Italdisc». Пісні не мали успіху, незважаючи на те, що це були дві рок-н-рольні композиції з приємними текстами. Того ж року, разом з англійським співаком Коліном Хіксом були записані ще дві платівки у 45 обертів. Вони були «Broadway», на одному з лейблів, що належив Девіду Маталону.
Наступного року, Вальтер Гуертлер, власник лейбл «Jolly» (компанія звукозапису Адріано Челентано), випустив перший самостійний студійний запис гурту на платівках в 45 обертів, що вийшов на іншому його лейблі «Celson», с піснями «Enrico VIII» і «200 all'ora». Платівка однак, не мала успіху і залишилася малопомітною серед публіки. Пісня «200 all'ora» на стороні «Б» містила музику Детто Маріано, з яким Челентано познайомився під час проходження строкової військової служби в Турині. Після служби Маріано прієднався до гурту, посівши місце Нандо Де Луки, який покинув цей проект.
Іншим записом 1960 року стала платівка з піснею «Alle alle al bar». У цій платівці з'явилися два нових учасника, Джанніні Дзіндзоне на контрабасі і Натале Массара з П'ємонта, який грав на саксофоні і співає у пісні «Danny boy», на стороні «Б». Того ж руку, вокалістом, для супроводу гурту під час італійського туру, був обраний англійський співак-музикант Колін Хікс.
Також в 1960 році «I Ribelli» взяли участь у зйомках фільму П'єро Вівареллі «Я цілую… ти цілуєш», після чого Дзіндзоне залишив гурт, на короткий час його замінив Джанфранко Ломбарді, а потім Жан Клод Бікара, вихідець з Антильських островів, колишній басист Джонні Голлідея і Річарда Ентоні, який привів з собою в гурт свого брата Філіппа.

## Clan Celentano
Зі створенням власної студії звукозапису «Clan Celentano» Адріано Челентано, гурт увійшов до її складу, граючи у багатьох створених нею записах, випущених на платівках у 45 обертів (наприклад, на платівках у 45 обертів Дона Бакі з піснями «La storia di Frankie Ballan» і «Fuggiasco»): першою з них стала «La cavalcata», пісня також на деяких телевиступах, де можна побачити Джино Сантерколе, що виконує піццикато на електричній гітарі. Це також останній запис, де грав Сантерколе, який залишив гурт в 1962 році (на гітарах став грати лише Джорджо Бенаккйо).
В 1964 році гурт брав участь в проекті «Дівчина Клану» («Ragazza del Clan»): для підвищення популярності співачки Мілени Канту, нареченої Челентано. Канту винайшла загадковий персонаж на ім'я «Дівчина Клану», яка місяцями не показувала своє обличчя під час випуску записів, створюючи інтригу серед публіки. Запуск цього проекту був поєднаний з випуском пісні «I Ribelli» під назвою «Chi sarà la ragazza del Clan?» (кавер-версія пісні «Keep on dancin'» гурту «Brian Poole & The Tremeloes»), що продемонструло, прекрасне знання авторами проекту знання функціонування засобів масової інформації. В результаті Канту продала близько півмільйона платівок у 45 обертів, запис «I Ribelli» (з обкладинкою, що зображає чорний силует дівчини) також мав великий успіх.
Також в 1964 році гурт взяв участь у зйомках фільму «Клеопацца» Карло Московіні. В 1966 році «I Ribelli» брали участь у змаганнях на фестивалі в Сан-Ремо з «A la buena de Dios», піснею в мексиканському стилі, яка не мала успіху. Того ж року «I Ribelli» записали пісню «Per una lira», написану Моголом і Лучіо Баттісті, після чого брати Бікара покинули гурт, замінивши співака і клавішника на Деметріо Стратоса, музиканта грецького походження, і Анхеля Сальвадора. У цьому складі «I Ribelli» записали пісню «Come Adriano» на студії «Clan», потім вони стали співпрацювати з компанією звукозапису «Dischi Ricordi», де вони згодом записали всі свої найуспішніші пісні.

## Успіх
Після успіху синглу «Pugni Closed», наступна платівка також мала хороший успіх: вона містила пісню «Chi mi aiuterà» кавер-версію «You Keep Me Hanging On by Supremes», яку виконали з аранжуванням, аналогічним композиції «Vanilla Fudge». Пісня містила гру Бенаккйо на електрогітарі, яка стала одним з найкращих виступів гурту.
У цей період гурт багато виступав на телебаченні, у тому числі на «Settevoci», музичній програмі під керуванням Піппо Баудо, де вони представилися на мотоциклах.
В жовтні 1968 року гурт випустив свій перший однойменний альбом на LP «I Ribelli», зпродюсований Рікі Джанко, який містив раніше опубліковані пісні на платівках в 45 обертів і кілька нових треків, таких як кавер-версія пісні «Get Ready», в стилі класичного ритм-енд-блюзу, або «La nostra favola», кавер-версію пісні Тома Джонса «Delilah» (також виконувалася Джиммі Фонтаною). Того ж року гурт також записав нову пісню Баттісті: «Nel sole, nel vento, nel sorriso, nel pianto».
Після цих вдалих релізів, «I Ribelli» записали кілька пісень, які не відповідали їх стилю, з вокалом Стратоса, таких як «Yummy Yummy Yummy» (пісня гурту «Ohio Express»), або «Obladì Obladà» — кавер-версія пісні гурту «The Beatles».
В 1970 році «I Ribelli» повернувся до творчості «The Beatles», створюючи кавер-версії пісень цього гурту, після чого його справи пішли набагато краще, тому що обрана ними пісня «О! Darling», вона містила найбільш підходяще аранжування для блюзового вокалу Стратоса. Але обмежений успіх альбому, в поєднанні з розбіжностями між учасниками «I Ribelli» щодо подальшого музичного напрямку, призвели гурт до незворотної кризи.

## Розпад і реформація
Восени 1970 року учасники «I Ribelli» вирішили розпустити гурт. Стратос був музикантом консервативних поглядів, а Лучано Беріо, Луїджі Ноно, Джон Кейдж, Маурісіо Кагель і Янніс Ксенакіс були музикантами, що хотіли експериментувати з музикою — це викликало розбіжності між учасниками гурту. Гурт розпався після того, як Стратос опублікував пісню, написану Лучіо Баттісті, на платівці в 45 обертів на лейблі «Numero Uno» та остаточно відмовився від виконанні легкої музики. В 1973 році Стратос увійшов до гурту «Area»; Сальвадор і Бенаккйо перейшли до співпраці з Лучіо Баттісті, граючи як сесійні музиканти у деяких його записах, у той час як Далл'Альйо, також будучи сесійним музикантом для Баттісті у декількох піснях, увійшов до тріо з Денні Бескетом (колишній басист гурту «I Profeti», який виник в результаті розколу гурту «New Dada» («Ferry, Franco, René, Danny e Gaby»)) і Альберто Пасетті з гурту «Nuovi Angeli» (в 1973 році вони випустили платівку в 45 обертів з піснею «Eri tutto, eri niente, eri la mia mente», кавер-версією композиції «Give me love» Джорджа Харрісона). Пізніше Далл'Альйо грав в основному з Адріано Челентано, з яким він завжди підтримував стосунки.
Повстанці двічі реформувалися: вперше в 1977 році, з Джанні Далл'Альйо, Натале Массарою, Джорджо Бенаккйо і Діно Д'Аторіо на басі, тоді вони випустили платівку в 45 обертів на під лейблом «Dischi Ricordi», з піснею «Illusion» (кавер-версія класичної композиції тридцятих років «Deep Purple»). Цей склад не давав концертів.
В 1986 році гурт був вдруге зібраний Джанні Далл'Альйо, Альберто Ферраріні на гітарі, Мауріціо Белліні на вокалі і клавішних, Фіоренцо Делегою на бас-гітарі, Мауро Негрі на саксофоні та клавішних, Гвідо Маселло на вокалі і клавішних. З першої серії виступів вийшов концертний LP (вініл), створений швейцарським журналістом Джорджо Ф'єші, давнім фанатом «I Ribelli», росповсюджувачем став лейбл «CGD».
Крім того, в 1995 році гурт випустив на лейблі «DV Record» свою збірку на CD «нових записів пісень минулого». В 2003 році до гурту приєднався новий музикант — П'єтро Бенуччі, разом з Джанні Далл'Альйо на ударних вони створити інноваційну та ритмічну структуру. Таким чином, гурт повернувся, щоб виступити з мега-концертом «Beat Italia Tour», організованим в найкрупніших спортивних залах і театрах, разом з іншими представниками італійського біт-покоління.
В 2005 році приєдналися ще нові музиканти, у тому числі Еміліано Фабріціо Патерліні на клавішних, пізніше (в 2007 році) його замінили вокалісти, мультиінструменталіст Моріс Праделлі на акустичній гітарі і клавішних; Філіппо Мунтоні на барабанах, який близько року займав місце П'єтро Бенуччі, який повернувся до гурту після паузи відпочинку; Давіде Майнольді на вокалі. Ці музиканти стали останньою формацією гурту, в 2008 році вийшов подвійний концертний диск під назвою «I Ribelli Cantano Adriano», випущений лейблом «Aereostella», дистриб'ютером стала компанія «Edel Italia». Марко Дженнарі прийшов на зміну басу з 2010 року.
18 березня 2017 року відбулося возз'єднання гурт, він виступив в Рок-музеї міста Катандзаро.

## Учасники

### Перелік всіх учасників
- Джанні Далл'Альйо (1959—1970, 1977—1986): ударні
- Джорджо Бенакк'йо (1959—1970, 1977): гітара
- Діно Паскуадібішельє (1959—1964): бас, гітара
- Лівіо Пазоліні (1960): бас
- Джанніно Дзіндзоне (1961—1962): бас
- Джино Сантерколе (1959—1962): вокал, гітара
- Енцо Янначчі (1959): клавішні
- Джіджі Марсон (з 1963): клавішні
- Детто Маріано (1961—1966): клавішні
- Нандо Де Лука (1960): клавішні
- Натале Массара (1961—1970, 1977): вокал, саксофон
- Джанфранко Ломбарді (1963): бас
- Жан-Клод Бікара (1964—1966): бас
- Ангел Сальвадор (1966—1970): бас
- Філіпп Бікара (1964—1966): вокал, гітара і перкусія
- Деметріо Стратос (1966—1970): вокал, клавішні
- Діно Д'Авторіо (1977): бас
- Мауріціо Белліні (1986): вокал, клавішні
- Фіоренцо Делега (1986—2008): бас, вокал
- Альберто Ферраріні (1986): гітара, вокал
- Мауро Негрі (1986—2005): саксофон, клавішні
- Гвідо Мазеллі (1986—2005): вокал, клавішні
- Еміліано Патерліні (2005—2006): клавішні, вокал
- П'єтро Бенуччі (2003—2005, 2008): ударні
- Філіппо Мунтоні (2006—2007): ударні
- Давіде Майнольді (2005): вокал
- Моріс Праделла (2007—2008): вокал, гітара, клавішні
- Марко Дженнарі (2010): бас

### Тур 2017 року
- Джанні Далл'Альйо: ударні
- Натале Массара: вокал, саксофон
- Джорджо Бенаккйо: гітара
- Анджел Сальвадор: бас

## Дискографія
LP (33 оберти)
- 1968 — I Ribelli (Dischi Ricordi, SMRP 9052)
- 1986 — I Ribelli live (CGD, LSM1315)

LP (45 обертів)
- 1960 — Ribelli in blues/La camicia blu (Italdisc, IR 69)
- 1960 — Love's Made A Fool Of You/Blue Moon Of Kentucky (Broadway, B 1029)
- 1960 — Garden Of Eden/For Every Boy (Broadway, B 1030)
- 1961 — Red River Valley/Ciu Ciu (Celson, QB 8030)
- 1961 — Enrico VIII/200 all'ora (Celson, QB 8031)
- 1962 — La cavalcata/Serenata a Valle Chiara (Clan Celentano, ACC 24002)
- 1963 — Alle nove al bar/Danny boy (Clan Celentano/I Ribelli, R 6000)
- 1964 — Alle nove al bar/La cavalcata (Clan Celentano/I Ribelli, R 6001)
- 1964 — Chi sarà la ragazza del Clan?/Quella donna (Clan Celentano/I Ribelli, R 6002)
- 1966 — A la buena de dios/Ribelli (Clan Celentano, ACC 24034)
- 1966 — Per una lira/Ehi…voi! (Clan Celentano, ACC 24039)
- 1966 — Come Adriano/Enchinza bubu (Clan Celentano, ACC 24041)
- 1967 — Pugni chiusi/La follia (Dischi Ricordi, SRL 10451)
- 1967 — Chi mi aiuterà/Un giorno se ne va (Dischi Ricordi, SRL 10470)
- 1968 — Nel sole, nel vento, nel sorriso e nel pianto/Come sempre (Dischi Ricordi, SRL 10506)
- 1968 — Yummy Yummy Yummy/Un posto al sole (Dischi Ricordi, SRL 10514)
- 1969 — Obladì Obladà/Lei m'ama (Dischi Ricordi, SRL 10522)
- 1969 — Goodbye/Josephine (Dischi Ricordi, SRL 10549)
- 1970 — Oh! Darling/Il vento non sa leggere (Dischi Ricordi, SRL 10579)
- 1977 — Illusione/Calore (Dischi Ricordi, SRL 10843)

CD
- 1991 — I Ribelli (Dischi Ricordi, CDOR9272)
- 1991 — I Ribelli — Pugni Chiusi (CGD, 9031-74437-2)
- 1996 — I Ribelli — Il Meglio (DV Record, CDDV5989 1996)
- 2009 — I Ribelli cantano Adriano (2 CD)